# Otter Cove
Otter Cove ist eine kleine Bucht an der Ostseite der Landspitze Straight Point in der Nähe von Exmouth, in der Grafschaft Devon, an der Kanalküste im Südwesten Englands.
Straight Point und damit Otter Cove liegen etwa sechzehn Kilometer südlich der Stadt Exeter, vier Kilometer südöstlich von Exmouth und etwa elf Kilometer südwestlich von Sidmouth. Straight Point wird von den Marines als Schießplatz genutzt. Otter Cove ist daher vom Land aus nicht frei zugänglich, sondern nur zu Fuß bei Ebbe von Littleham Cove aus erreichbar.

## Geologie
Von Orcombe Point bei Exmouth bis zu Old Harry Rocks östlich von Studland Bay erstreckt sich im Osten Devons und in Dorset ein 155 Kilometer langer Küstenstreifen, der als erste Naturlandschaft in England von der UNESCO ins Weltnaturerbe aufgenommen wurde. Straight Point und Otter Cove sind Teile dieser sogenannten Jurassic Coast.
Die Gesteinsschichten der Jurassic Coast sind leicht nach Osten verkippt. Die geologisch ältesten Gesteine befinden sich daher im westlichsten Abschnitt dieses Küstengeotops. Nach Osten hin nimmt das mittlere Alter der Gesteine sukzessive ab. Die natürlichen Aufschlüsse entlang der Küste bilden eine weitgehend kontinuierliche Abfolge, die von Ablagerungen der Trias, über die des Jura bis hin zu jenen der Kreidezeit reicht und einen erdgeschichtlichen Zeitraum von insgesamt etwa 185 Millionen Jahren repräsentiert. Der Ablagerungsraum, der die Sedimentserien der Jurassic Coast seinerzeit aufnahm, ist das sogenannte Wessex Becken.
Die Felsen an der Steilküste bei Otter Cove gehören zum westlichsten und somit geologisch ältesten Teil der Jurassic Coast. Sie sind spätpermischen und/oder frühtriassischen Alters und bestehen vorwiegend aus Schichten roten Sandsteins. Lithostratigraphisch gehören sie zur „Exmouth Mudstone and Sandstone Formation“ (in etwa übersetzbar mit „Exmouth-Ton-und-Sandstein-Formation“), die wiederum zur „Aylesbeare Mudstone Group“ („Alyesbeare-Tonstein-Gruppe“) gehört, und wurden durch die Tätigkeit von Flüssen unter semiariden bis semihumiden klimatischen Bedingungen abgelagert. Damit ist die Exmouth-Formation sowohl hinsichtlich ihrer Entstehung als auch ihres Alters und ihrer Petrographie eng verwandt mit einigen bedeutenden permischen und triassischen Sedimentserien in Mitteleuropa, z. B. mit der Tambach-Formation des Thüringer Waldes oder dem in Deutschland weit verbreiteten Buntsandstein.
Die Sandstein-Abfolge im Kliff von Straight Point und folglich auch die von Otter Cove bildet den geologisch jüngsten Teil des Typus-Profils der Exmouth-Formation.
Durch die relativ hohe Erosionsresistenz der Sandsteine gegenüber den Tonsteinen, aus denen das Kliff der Sandy Bay und das Kliff östlich von Otter Cove bestehen, konnte sich die Landspitze von Straight Point überhaupt erst bilden. Zudem konnte so an der Süd- und Ostseite von Straight Point eine schmale Brandungsplattform knapp über dem Ebbniveau entstehen.